# Irene Tinagli

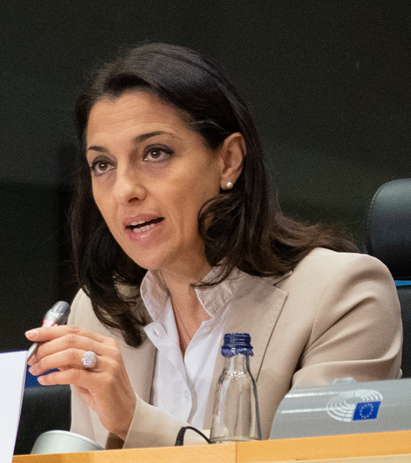
Irene Tinagli (2019)

Irene Tinagli (geboren am 16. April 1974 in Empoli, Toskana) ist eine italienische Wirtschaftswissenschaftlerin und Politikerin (früher SC, seit 2015 PD). Von 2013 bis 2019 war Tinagli Mitglied der Camera dei deputati, seit der Europawahl 2019 ist sie Mitglied des Europäischen Parlaments als Teil der S&D-Fraktion. Als Vorsitzende leitet sie den Ausschuss für Wirtschaft und Währung.

## Leben

### Akademische Karriere
Tinagli schloss ihr Bachelor-Studium an der Bocconi-Universität in Mailand mit Auszeichnung ab und erhielt ihren Master-Abschluss sowie einen Doktortitel in öffentlicher Politik und Verwaltung von der Carnegie Mellon University in Pittsburgh, wo sie sich auf wirtschaftliche Entwicklung und Innovation spezialisierte und ihre Studien über „Kreativität und Stadtökonomie“ bei Richard Florida begann (siehe auch Kreative Klasse).
2004 schrieb sie zusammen mit Florida Europe in the Creative Age, 2005 Italy in the Creative Age und 2007 Sweden in the Creative Age, in Zusammenarbeit mit Forschern der Universität Göteborg. In diesen Jahren war sie Beraterin der UN-Abteilung für wirtschaftliche und soziale Angelegenheiten zum Thema Wissensgesellschaften und trug zum Entwurf des Buches Understanding Knowledge Societies bei, das 2005 von den Vereinten Nationen veröffentlicht wurde. In der Zeit arbeitete Tinagli auch als Beraterin für die Europäische Kommission und andere Institutionen in Italien und im Ausland.
Im Jahr 2008 veröffentlichte sie das Buch Talento da svendere und begann als Kolumnistin für die Zeitung La Stampa tätig zu sein. Im Jahr 2009 wechselte sie an die Universität Carlos III in Madrid an die Abteilung für Unternehmensökonomie, um dort Management und Organisation zu unterrichten. Im März 2010 wurde sie für ihre „berufliche Begabung, ihr gesellschaftliches Engagement und ihren potenziellen Beitrag zur Gestaltung der Zukunft der Welt“ vom Weltwirtschaftsforum zu einer „Young Global Leader“ ernannt. 2014 veröffentlichte sie das Buch Un Futuro a Colori.

### Politische Karriere
Im Jahr 2008 nahm Tinagli am Gründungsprozess der linken Partito Democratico teil: Sie war Teil der Gründungsversammlung und des Statutenkomitees. Im Juni 2008 wurde sie als eine von zwanzig „Persönlichkeiten aus der Welt der Kultur, der Vereine, der Arbeit und der Wirtschaft“ für die nationale Führung des Partito Democratico nominiert, ein Amt, von dem sie einige Monate später in einem offenen Brief an Walter Veltroni zurücktrat. In den folgenden Jahren engagierte sie sich für Bürgerrechte und war Mitglied des Ehrenkomitees der italienischen Vereinigung für Bürgerrechte Equality und des wissenschaftlichen Komitees der Unternehmervereinigung „Parks-liberi e uguali“
Im Jahr 2009 war sie an der Gründung des Think Tanks Italia Futura unter dem Vorsitz von Luca Cordero di Montezemolo beteiligt und koordinierte einige seiner Projekte und Kampagnen, wie z. B. die zur sozialen Mobilität. Im Jahr 2012 war sie Beraterin des Ministers für Bildung, Universität und Forschung, Francesco Profumo, der Regierung Monti.
Bei den italienischen Parlamentswahlen 2013 kandidierte sie für die Abgeordnetenkammer im Wahlkreis Emilia-Romagna auf der Liste „Con Monti per l’Italia“ und wurde gewählt. Anschließend trat sie der Partei Scelta Civica per l’Italia bei. Sie kandidierte nach dem Rücktritt von Stefania Giannini und der Niederlage bei den Europawahlen 2014 für den Parteivorsitz mit einem Antrag, der eine starke Annäherung des Projekts Scelta Civica an die PD von Matteo Renzi forderte, im Gegensatz zum Antrag des anderen Kandidaten, des Staatssekretärs Enrico Zanetti. Später zog sie ihre Kandidatur zurück, weil sie mit der Dynamik und Richtung der Partei nicht einverstanden war. Im Februar 2015 verließ sie zusammen mit anderen die Scelta Civica und trat der Fraktion der Demokratischen Partei bei. Bei den Parlamentswahlen 2018 kandidierte sie nicht erneut.
Bei den Europawahlen 2019 kandidierte sie im Europawahlkreis Nordwestitalien für die PD-Liste Siamo Europei und wurde mit 106.710 Stimmen auf Platz 2 gewählt. Sie trat gemeinsam mit ihren PD-Kollegen der sozialdemokratischen S&D-Fraktion bei. Für die Fraktion ist sie Mitglied im Ausschuss für Wirtschaft und Währung, dessen Mitglieder sie zur Vorsitzenden des Ausschusses und damit als Nachfolgerin von Roberto Gualtieri (ebenfalls PD) wählten. Gualtieri wurde Wirtschafts- und Finanzminister in der Regierung Conte II. Des Weiteren ist sie Mitglied im Unterausschuss für Steuerfragen; sie war kurzzeitig, bis zu ihrer Wahl als ECON-Ausschussesvorsitzende, Mitglied im Ausschuss für internationalen Handel (Juli bis September 2019).

## Veröffentlichungen
- Europe in the Creative Age (mit R. Florida), Demos, London, 2004.
- Sweden in the Creative Age (mit R. Florida, P. Strom, E. Whalqvist), Universität Göteborg, School of Economics, Business and Law, 2007
- Talento da svendere, Turin, Einaudi, 2008.
- L'Italia è un Paese bloccato. Muoviamoci! La mobilità sociale secondo Italia Futura, Rom, Italia Futura, 2009.
- Giovani, al lavoro! Le proposte di Italia Futura per l'occupazione giovanile, mit Stefano Micelli und Marco Simoni, Rom, Italia Futura, 2010.
- Norway in the Creative Age. Research Report, Staten vegvesen & Abelia, Oslo, 2012
- Un futuro a colori. Scoprire nuove opportunità di lavoro e vivere felici, Rizzoli editore, 2014.
- La grande ignoranza. Dall'uomo qualunque al ministro qualunque, l'ascesa dell'incompetenza e il declino dell'Italia. Rizzoli editore, 2019.